# Icicle (entreprise)
Icicle (chinois simplifié : 之禾 , littéralement “graine qui germe”), officiellement ICICLE Fashion Group Co.,Ltd (chinois simplifié : 上海之禾时尚集团) est une entreprise de prêt-à-porter chinoise, fondée en 1997 par le couple Shouzeng Ye et Xiaoma Tao.
Elle rachète en 2018 la marque française Carven et fonde le groupe ICCF (chinois simplifié : 之禾卡纷集团).

## Historique
Désireux de créer une marque valorisant le savoir faire chinois et l'éco-responsabilié, Icicle est fondée en 1997 à Shanghai, par les époux Shouzeng Ye et Xiaoma Tao après avoir tous les deux étudié à l'Université de Donghua.
En 2006, est rachetée la première usine Icicle en propre, dans la banlieue de Shanghai. Cette première usine est transférée à Songjiang en 2010.
La ligne masculine est lancée en 2011.
En 2013, la marque rachète une deuxième usine, à Haimen. La même année de seconds locaux sont ouverts à Paris, la marque désirant faire le lien entre mode occidentale et extrême-orientale. La première collection dessinée à Paris est présentée en 2014.
Un centre culturel regroupant une boutique, une librairie, un galerie d'art ainsi qu'un restaurant gastronomique sino-français est ouvert en 2016 à Shanghai. La même année une troisième usine est rachetée en 2016, à Minhang.
En 2018, la marque rachète Carven, alors en liquidation judiciaire. En 2021, faisant suite à ce rachat, est fondé le groupe ICCF (Icicle Carven China France).
Pour s'étendre sur le marché français, la marque ouvre une boutique en 2019 à Paris, au cœur du triangle d'or, avenue George V.